# Richard L. Hanna
Richard L. Hanna (Utica, Nueva York; 25 de enero de 1951-condado de Oneida, Nueva York; 15 de marzo de 2020) fue un político estadounidense, miembro de la Cámara de Representantes por Nueva York desde 2011. Representante por el distrito 24.º de Nueva York durante sus primeros dos años en el Congreso, Desde 2013 paso a ser el distrito 22º de Nueva York.

## Infancia, educación, y carrera empresarial
Nacido en Utica en el seno de una familia de ascendencia libanesa, creció en Marcy. Sus abuelos tenían una granja láctea en el condado de Herkimer. Realizó sus estudios secundarios en el Instituto Whitesboro en Marcy. Posteriormente obtendría sendos títulos de Economía y de Ciencia política en el Reed College. Concluidos sus estudios universitarios, Hanna regresó a Nueva York para comenzar un negocio de construcción propio que denominó Hanna Construction.

## Cámara de Representantes de los Estados Unidos

### Elecciones
En 2008, Hanna compitió contra el Demócrata Mike Arcuri, al que ganó por un estrecho margen de votos. En 2010, volvió a ganar. Dos años después, debido a una redistribución de distritos, Hanna se presentó por el distrito 22º.

### Periodo
Hanna fue miembro del Comité de Estudio Republicano conservador y de la Sociedad Principal Republicana. Miembro del LGBT Igualdad Caucus. Congresista de EE. UU. Hanna se opuso a la Ley de Protección al Paciente y Cuidado de Salud Asequible. Fue uno de los seis Republicanos en el 112.º Congreso que no firmaron el Grover Norquist "Promesa de Protección del Contribuyente". Un portavoz del partido explicó que "el Rep. Hanna está centrando en las promesasque hizo a su mujer, en la Constitución de los Estados Unidos y en las personas de Nueva York septentrional."
Según el The Washington Post Hanna votó con los republicanos el 85 % del tiempo durante su primer año en la oficina. Solo once republicanos (de un total de 244) mostraron un porcentaje más bajo.
Hanna publicó una extensión de la Ley USA PATRIOT en febrero 2011.
Hanna apoyó la derogación del impuesto sobre la provisión de la Protección Paciente y Acto de Cuidado Asequible. El presidente Obama firmó la ley en abril 2011. A comienzos de 2011 el congresista Hanna votó a favor de revocar la reforma de cuidado de la salud. Hanna votó para apoyar la Prevención de Impuesto de la Energía, que impedía a la Agencia de Protección Medioambiental regular el efecto invernadero e implementar un sistema de comercio controlado. Hanna votó en contra de realizar cortes a la NPR. Hanna votó a favor de una Enmienda de Presupuesto Equilibrada a la Constitución.
Hanna intervino en un rally en apoyo de la Enmienda de Igualdad de Derechos en marzo de 2012, También instó a mujeres a donar dinero a candidatos demócratas, diciendo: "pienso que estos son tiempos muy precarios para las mujeres. Muchos de vuestros derechos están bajo agresión... Contribuir con vuestro dinero a apoyar a personas que hablan en vuestro favor, porque el otro lado -- mi lado -- tiene mucho de esto".
En las elecciones presidenciales de 2012, apoyó al Gobernador de Utah Jon Huntsman, Jr.
Hanna apoyó la Ley de Violencia contra las mujeres.
En 2013, apoyó el matrimonio entre personas del mismo sexo, convirtiéndose en el segundo miembro republicano del Congreso en hacerlo (el primero fue Ileana Ros-Lehtinen).
En junio de 2013, Hanna fue el único congresista republicano que votó en contra de la legislación propuesta para prohibir abortos tras veinte semanas de embarazo, excepto para las víctimas de violación o incesto que hayan denunciado el delito a las autoridades. Se opuso a los abortos parciales de nacimiento, pero declaró que no pudo apoyar esta legislación porque descartaría la excepción por la salud de la madre, no teniendo en cuenta adecuadamente las circunstancias concretas que pueden surgir después de veinte semanas porque cada embarazo es diferente.
El 2 de agosto de 2016, Hanna se convirtió el primer miembro Republicano del Congreso en decir que apoyaría a Hillary Clinton para alcanzar la presidencia de los Estados Unidos, frente a Donald Triunfo durante las  Eleeciones Presidenciales de Estados Unidos en 2016, refiriéndose al candidato republicano como "una vergüenza nacional".

## Vida personal
Hanna vivió en Barneveld (Nueva York). Casado con Kim, tuvieron dos hijos. Fue miembro de la Asociación Nacional del Rifle.
Falleció a los sesenta y nueve años el 15 de marzo de 2020 en el hospital del condado de Oneida a consecuencia de un cáncer que padecía.